# هیئت علمیه اصفهان
 هیأت علمیه اصفهان (۱۳۲۴–۱۳۲۶) در جریان مشروطه توسط نورالله نجفی اصفهانی تأسیس شد. این هیأت با نام انجمن مقدس ملی اصفهان شناخته شد. با کشته شدن نورالله نجفی اصفهانی در چهارم دیماه ۱۳۰۶ شمسی در قم به دست رضاشاه عملاً این هیأت تعطیل شد.با سقوط رضاشاه، بار دیگر هیأت علمیه اصفهان با تلاش سید حسن چهارسوقی خوانساری  (۱۲۵۶- ۱۴ آذر ۱۳۳۶ ش‌) و جمعی دیگر از علمای اصفهان شکل گرفت.

## اعضا
اعضای هیأت علمیه اصفهان در زمان پهلوی بیشتراز ۵۰ نفر بود که اسامی برخی از آن‌ها به شرح زیر است:
- میرزا حسن چهارسوقی خوانساری
- سید عبدالله ثقة الاسلام مدرس صادقی
- شیخ مهدی نجفی
- میرزا محمد حسین ملاذ روضاتی
- میرزا ابوالحسن تویسرکانی
- سید شمس الدین خادمی
- سید حسین خادمی
- شیخ فضل الله ذوعلم
- سید عبدالحسین طیب
- آقا مصطفی سید العراقین
- آقا مهدی سید العراقین
- میرزا علی اصفهانی واعظ
- شیخ مرتضی اردکانی
- شیخ محمد رضا صالحی
- علم الهدی شیرازی

## حضور در ملی شدن صنعت نفت‌
هیأت علمیه اصفهان با مسؤولیت و محوریت آیت الله چهارسوقی نقش فعالی در هدایت جریان‌های مذهبی ـ سیاسی اصفهان و به خصوص ملی شدن صنعت نفت داشت. دلیل عمده ورود این جماعت در سیاست، حضور آیت الله کاشانی بود؛ اما بلافاصله آنان در ارتباط با دکتر مصدق هم قرار گرفته و در تمام مدتی که مسائل مهم سیاسی در جریان بود، هیأت علمیه اصفهان، نقش خود را به عنوان حامی دولت مصدق و آیت الله کاشانی ایفا کرد.

### صدور فتوای به لزوم ملی شدن نفت از سوی علمای اصفهان‌
یکی از مهم‌ترین قدم‌هایی که برداشته شد، صدور فتاوی ملی شدن نفت بود. فتوای هیأت علمیه اصفهان، پس از آن بود که ابوالقاسم کاشانی از آنان خواست تا در این باره مطلبی بنویسند.
ابتدا یک پرسش چند سطری آمده که از آن‌ها خواسته شده بود که تا نظر خود را در باره ملی شدن صنعت نفت بیان کنند.
در ابتدای جواب آیت الله چهارسوقی آمده‌است:
جواب آیت الله حضرت آقای میرزا سید حسن چهارسوقی که تفأل به کلام الله مجید عین آیه را هم در جواب به دستخط شریف مرقوم فرموده‌اند، درج می‌شود:
متن فتوای ملی شدن نفت از آیت الله چهارسوقی

هو

قال الله الحکیم فی کتابه الکریم، أعوذ بالله السمیع العلیم من الشیطان‌الرجیم:

وَجَاهِدُوا فِی اللَّهِ حَقَّ جِهَادِهِ هُوَ اجْتَبَاکُمْ وَمَا جَعَلَ عَلَیْکُمْ فِی الدِّینِ مِنْ حَرَجٍ مِّلَّةَ أَبِیکُمْ إِبْرَاهِیمَ هُوَ سَمَّاکُمُ الْمُسْلِمینَ مِن قَبْلُ وَفِی هَذَا لِیَکُونَ الرَّسُولُ شَهِیدًا عَلَیْکُمْ وَتَکُونُوا شُهَدَاء عَلَی النَّاسِ فَأَقِیمُوا الصَّلَاةَ وَآتُوا الزَّکَاةَ وَاعْتَصِمُوا بِاللَّهِ هُوَ مَوْلَاکُمْ فَنِعْمَ الْمَوْلَی وَنِعْمَ النَّصِیرُ ﴿سوره حج آیه ۷۸﴾

حرمت تسلیط اجانب و کفار بر مسلمین و اموال و نفوس و اعراض و نوامیس آنها، از بدیهیات و مسلمات اولیه و جای هیچ شبهه و تردید نیست: وَلَنْ یَجْعَلَ اللَّهُ لِلْکَافِرِینَ عَلَی الْمُؤْمِنِینَ سَبِیلا.

به حکم عقل قاطع و شرع مطاع، بر هر ذی حقی واجب و لازم و متحتم است در حدود قدرت و توانایی حفظ حق مشروع خود را بنماید و از تعرض و مزاحمت غیر به تمام قوا دفاع و جلوگیری نماید. و اگر عدوانا احدی دست اندازی و تصرف غاصبانه نسبت به حق مشروع دیگری نموده باشد، بر صاحب حق لازم است به وسائل مقتضیه احقاق حق مغصوبه خود را نموده از ید غاصب انتزاع کند. ضرر کشیدن مثل ضرر زدن به غیرحرام است.

در این موضوع پیروی از حکم مطاع و فرمایش متبع حضرت آیت الله کاشانی دامت برکاته لازم است. با فرط استحقاقی که خود ملت ایران در این موقع که این‌طور گرفتار فقر و فاقه و پریشانی هستند و دارند هیچ منصفی نمی‌گوید که مایه حیات و زندگانی آن‌ها را دیگری ببرد. چراغی که به خانه رواست به بیگانه حرام است. و فرقی نیست در این جهت بین دولت و ملت همه در نفع و ضرر شرکت دارند. بلکه دولت بیشتر لازم است جدیت درقطع ید اجانب و بیگانگان از حقوق مسلمه و مشروعه ملت خود نموده، اموال و حقوق مغصوبه مسلمین را از ایادی غاصبین انتزاع و به ذوی‌الحقوق تسلیم نماید. و السلام علی من اتبع الهدی.
حرره الاحقر میرزا سید حسن چهارسوقی.
مهر: الواثق بالله الغنی محمد حسن بن مسیح الموسوی.
پاسخ‌های دیگر از این حضرات است: آیات الله: سید حسین خادمی ، حاج شیخ مهدی نجفی، حاج شیخ مرتضی مدرس اردکانی، حاج سید مصطفی سیدالعراقین.

## اطلاعیه هیأت علمیه اصفهان در لزوم مجازات عاملین کشتار سی تیر
مشارکت در صدور اطلاعیه و بیانیه در حمایت از دولت دکتر مصدق و آیت الله کاشانی ادامه یافت تا آن که ماجرای سی‌ام تیر ۱۳۳۱ رخ داد. در این روز عده‌ای در اصفهان زخمی شدند. در این باره علاوه بر جلسهٔ مفصلی که به عنوان مجلس ختم در مدرسه صدر و مدرسه سلطانی (چهارباغ‌) «به پیروی از معنویات حضرت آیت الله العظمی آقای کاشانی» برگزار شد، هیأت علمیه اصفهان این اطلاعیه را صادر کرد:
به عموم ستمدیدگان اهالی اصفهان اعلان می‌شود:
کسانی که در حادثهٔ هائله این چند روزه در اثر تجاوزات غیر مشروعه مأمورین انتظامی مقتول و مفقود و مجروح شده‌اند، به فوریت به اسم و رسم و مشخصات و هویت و شناسنامه آن‌ها را به دفتر روزنامه طوفان در خیابان شیخ بهایی صورت بدهید تا از طرف هیأت علمیه تعقیب شود و مرتکبین به مجازات برسند.
میرزا حسن چهارسوقی
حسین الموسوی خادمی

### نامه نگاری با دولت
آیت الله کاشانی در نامه‌ای خطاب به آیت الله چهارسوقی خوانساری می‌نویسد:
بسم الله الرحمن الرحیم: ان شاءالله تعالی وجود مسعود عالی قرین سلامت است. تلوًا از احساسات پاک و خداپسندانه حضرت عالی خیلی متشکرم. یا لَیْت که همه اهل علم تأسّی به حضرتعالی می‌نمودند و خود را از و وظیفه الهیه و جامعه ملت دور نمی‌نمودند. متحیّرم که چرا در مقابل کفار، روحانیین سکوت اختیار نموده‌اند.
وی در نامه دیگری خطاب به حجت الاسلام حاج میرزا سید حسن چهارسوقی خوانساری می‌نویسد:
خدمت حضرت حجت الاسلام و المسلمین آقای حاج میرزا سید حسن مجتهد چهارسوقی دامت برکاته، به عرض می‌رساند:
پس از سلام و استعلام از سلامت مزاج شریف زحمت می‌دهد، از اصفهان اخیرا شکایاتی می‌رسد که عده‌ای از کارگران و اوباش محل مزاحم نوامیس مردم شده و هر روز عده‌ای از دختران دچار شهوترانی و عیاشی اشخاص تبهکار، کارگران و صاحبان کارخانه قرار می‌گیرند.
شرحی به جناب آقای استاندار نوشتم و اقتضا دارد که حضرتعالی و سایر آقایان علمای اعلام در این مورد توجه مخصوص مبذول فرمایند و به وسائل مقتضی از این گونه حوادث جلوگیری و آسایش مردم تأمین گردد و بدیهی است که باید مأمورین محل را هم متوجه ساخته و از آن‌ها جدا خواسته شود که کمال مراقبت و جدیت را معمول دارند پیوسته مترصد بشارت سلامت و ملتمس دعا هستم،
دکتر مصدق در نامه‌ای با محوریت مسائل حج به آیت الله چهارسوقی خوانساری  می‌نویسد:
به عرض می‌رساند:
مرقومه محترم عز وصول بخشید و اظهار لطف عالی موجب نهایت امتنان و تشکر گردید. امید است همواره برکات انفاس و افاضات عالیه روحانیت ممد اصلاحات و ترقیات کامل ملک و ملت باشد. در باب وجوهی که از حجاج بیت الله اخذ می‌شود وزارت امور خارجه مشغول مطالعه بوده و به نحو مقتضی ترتیب اینکار داده خواهد شد و عجالتا هم که به واسطه بروز امراض وبا و طاعون عزیمت حجاج ممنوع گردیده‌است.
به زیارت تلگراف آقایان برخوردار شدم و امیدوارم خداوند توفیق انجام خدمتی را که روحانیون محترم و طبقات دیگر کشور به اینجانب محول فرموده‌اند، عنایت فرماید و با ضعف مزاج و بنیه که دارم بتوانم این خدمت خطیر را به پایان برسانم.

## دفاع از حجاب‌
یکی از نخستین تلاش‌های هیأت علمیه اصفهان، تلاش برای حجاب بود که اسنادی از آن مربوط به سال ۱۳۲۶ موجود است. بر اساس این اسناد، گفتگوهای هیأت علمیه با استانداری اصفهان، سبب شده‌است تا اطلاعیه‌از استانداری منتشر شده و از ورود زن‌های بی حجاب به مساجد و اماکن متبرکه جلوگیری شود. این اطلاعیه به شیراز رسیده و در شاهچراغ نصب شده و استانداری آن ناحیه دستور جمع‌آوری آن را داده‌است. این دستورالعمل در پی درخواست کتبی هیأت علمیه اصفهان (‌نامه شماره ۴۳) و با امضای آیت الله چهارسوقی بوده‌است.

## مبارزه با مسکرات‌
در نهضت عمومی ضد مسکرات که خود یک حرکت گسترده در بسیاری از شهرها بود، هیأت علمیه اصفهان نیز نقش عمده‌ای داشته و اسناد فراوانی از آن برجای مانده‌است. در این زمینه، علمای ایران از هر نقطه، به خصوص از کرمانشاهان فعالیت چشمگیری داشتند و این خود موضوع یک تحقیق مستقل و مفصل است.
هیأت علمیه اصفهان در تاریخ ۱۳۲۹/۹/۹ نامه‌ای به شرح ذیل به رزم‌آرا نوشت:
خدمت ذی شوکت جناب اشرف آقای رزم آراء
نخت وزیر کشور شاهنشاهی اسلامی ایران دامت شوکته
پس از اظهار مراسم مراسم تشکرات صادقانه از بذل مساعی جمیله در تشیید قواعد دین مقدس اسلام و جلوگیری از مناهی و منکرات شرعیه از عالم اسلامیت (از) حضرت عالی استدعا می‌شود محض خشنودی خاطر صاحب شریعت مطهره، امر و مقرر فرمایید مطلقاً در سرتاسر کشوراسلامی فروش و خرید مشروبات الکلی و فقاع و آب جو که در تمام ادیان و شرایع و مذاهب و ملل حرام و مایه صدها هزار مضار و مفاسد روحی و جسمی و اخلاقی و مخالف با نص صریح اصل اول و دوم متمم قانون اساسی است، بالمره موقوف و متروک باشد تا صفحه تاریخ نخست وزیری حضرت اشرف به این امر مهم رنگین و مزین. در مراتب امیدواری‌عموم مسلمین و به خصوص روحانیین و هیأت علمیه محض مساعدت حضرتعالی که اساس دین مقدس اسلام امر داده بود، بدیهی است عرض حالی از طرف داعیان را که فقط محض دولت خواهی و رعایت مصالح شرعیه‌است، اجابت خواهید فرمود.
الامر الاشرف مطاع
از طرف هیأت علمیه
میرزا سید حسن چهارسوقی
عبدالله الحسینی مدرس صادقی
مهر هیأت علمیه اصفهان‌

نامه نگاری هیأت ادامه یافت و هم از نخست وزیر و هم از شاه پیگیراین ماجرا شده‌اند که اسناد آن در صفحات بعدی همان منبع آمده‌است.
ماجرای منع از فروش مسکرات، حتی اگر قانون شد، هرگز اجرا نشد، و لذا سندی در همین منبع آمده که مربوط به تاریخ ۱۳۳۴/۱۰/۱۴ است و در آنجا باز هیأت علمیه اصفهان طی نامه‌ای که به شاه نوشته، خواسته تا فرمان ملوکانه‌ای در اجرای قانون منع مسکرات صادر کند. نامه‌هایی هم به رئیس مجلس سنا یعنی تقی زاده نوشتند. سال ۱۳۳۶ هیأت علمیه بار دیگر نامه‌ای به اقبال نخست وزیر نوشت. و این ماجرا ادامه دارد.

## مبارزه با زورگویی‌ها دولت به مردم‌
به علاوه تلاش برای مبارزه با باج خواهی‌های دولت و شهردای از مردم نیز در زمره کارهایی بود که هیأت انجام داده و در این زمینه اسنادی برجای مانده‌است. در این زمینه، مورد حج هم نمونه دیگر بود. این قبیل موارد، موردی بود.
یک مورد خاص مربوط به موقوفات است که به‌طور معمول گرفتار مشکلات عدیده‌ای می‌شد و هیأت در باره برخی از موارد اقدام کرده‌است.

## مبارزه با تبلیغات بهائیان
داستان مبارزه با تبلیغات بهائیان یکی از فعالیت‌های جاری این هیأت بود.